# Channel One
Channel One – jamajskie studio nagraniowe, założone w 1972 roku w Kingston przez Josepha "Jo Jo" Hoo Kima oraz jego brata Ernesta.

## Historia
Pomysłodawcą założenia studia był Joseph, zainspirowany wizytą w Dynamic Sounds Studio należącym do znanego producenta Bunny’ego Lee. Do swoich potrzeb zaadaptował on lokal przy 29 Maxfield Avenue (w którym uprzednio jego rodzina prowadziła bar i lodziarnię), wyposażając go w kupioną w Miami czterościeżkową konsolę nagraniową. Jako inżynier dźwięku zatrudniony został początkowo Norman "Syd" Bucknor z Dynamic Sounds, zaś po roku zastąpił go brat Josepha, Ernest. Nazwa Channel One została przejęta od prowadzonego przez obydwu braci w latach 60. sound systemu. Pierwszym zarejestrowanym tam nagraniem był utwór Delroya Wilsona pt. "Can I Change My Mind", przy akompaniamencie grupy The Soul Syndicate; jego produkcją zajął się wspomniany Lee. Wydawnictwa studia wydawane własnym sumptem sygnowane były najczęściej labelami Channel One Records, Hit Bound Records, J&J Records oraz Well Charge Records.
W roku 1975 studio znacznie powiększyło swoje możliwości dzięki zainstalowaniu nowej, 16-ścieżkowej konsoli. Był to również okres, kiedy został ostatecznie skompletowany skład grupy muzyków sesyjnych, mających na stałe wspierać działalność studia; formacja ta, zbudowana wokół sekcji rytmicznej Sly & Robbie, przyjęła nazwę The Revolutionaries. Już wtedy częstymi bywalcami studia byli znani wykonawcy tacy jak Horace Andy, Kerrie "Junior" Byles czy też Leroy Smart, jednak światowy rozgłos zdobyło ono dopiero w roku 1976, wraz ze znakomicie przyjętym debiutanckim albumem tria wokalnego The Mighty Diamonds pt. Right Time. Od tej pory bracia Hoo-Kim ugruntowali swoją wysoką pozycję na rynku producenckim. Częste "zapożyczanie" przez nich klasycznych riddimów legendarnego Studia One początkowo budziło wiele kontrowersji, z czasem jednak zostało przyjęte jako utarty zwyczaj, kładąc podwaliny pod powstanie nowoczesnego stylu dancehallowego. Ponadto, przypisuje się im wydanie pierwszego w historii discomixu na winylu 12-calowym ("Ya-Ho" / "Truly" grupy The Jays).
W roku 1977 Josepha oraz Ernesta dotknęła osobista tragedia - jeden z ich braci, Paul, został zastrzelony przez chcącego go obrabować złodzieja. Po tym wydarzeniu Joseph postanowił zawiesić działalność studia i wyemigrował do Nowego Jorku, gdzie wkrótce wspólnie z jednym z przyjaciół otworzył sklep z nagraniami przy Utica Avenue na Brooklynie. Dwa lata później zdecydował o ponownym otwarciu Channel One; regularnie odwiedzał stolicę Jamajki by pilnować interesu, jednak coraz rzadziej angażował się osobiście w produkcję nagrań. W roku 1983 udało mu się raz jeszcze przyciągnąć uwagę świata muzycznego dzięki innowacyjnej serii "Showdown", zawierającej zarejestrowane na żywo pojedynki Dj-skie (tzw. "clashe"). Świeżość pomysłu opierała się na skonfrontowaniu doświadczonego DJ-a po jednej stronie krążka z mało znanym, obiecującym wykonawcą na drugiej stronie. W całym cyklu ukazało się osiem wysoko ocenianych albumów (na pierwszym z nich usłyszeć można Barry’ego Browna w roli "wyjadacza" oraz Johna "Little Johna" McMorrisa jako początkującego). Mimo to, wraz z nadejściem ery elektronicznego dancehallu w drugiej połowie lat 80., popularność studia stopniowo malała, skutkując ostatecznym jego zamknięciem przed końcem dekady.
W roku 2009, po ponad pięciu latach zapowiedzi i przygotowań, Ernest Hoo-Kim otworzył przy West Kings House Road nowe Channel One Studio. W roku 2010 muzycy sesyjni z grupy The Roots Radics nagrali w nim podkład muzyczny do singla polskiej wokalistki Mariki pt. "Uplifter" z płyty Put Your Shoes On/Off.